# إنغر زاخريسون
إنغر زاخريسون (بالسويدية: Inger Zachrisson)‏ (من مواليد 1936) هي عالمة آثار سويدية متخصصة في تاريخ الشعب السامي . وبصفتها أستاذًا مشاركًا في علم الآثار بجامعة أوبسالا ومنسقًا سابقًا لمتحف ستوكهولم للتاريخ، فقد بحثت في علم الآثار والتاريخ السامي منذ العصر الحديدي .  
أدارت زاخريسون مشروع الجنوب السامي في الفترة من عام 1984 إلى عام 1998 ، و صدر عنه تقرير Möten i gränsland. Samer och germaner i Mellanskandinavien (لقاءات في حدود البلد: الشعب السامي والشعوب الجرمانية في اسكندنافيا الوسطى) ، و الذي نُشر في عام 1997. لقد أظهرت أنه من العصر الحجري المتأخر في الدول الاسكندنافية ، كان هناك تقاليدين ثقافيين، هما سامي في الشمال الشرقي والاسكندنافي في الجنوب الغربي. تظهر اكتشافاتها الأثرية والتحليلات اللغوية أنه من العام صفر حتى 1300 بعد الميلاد كان هناك اتصالات متزايدة بين المجموعتين.  عملها في مواقع الدفن للقرنين الحادي عشر والثاني عشر في Vivallen في هريدالن على الحدود السويدية النرويجية أظهر أن ما كان يعتبر مقابر للفايكنغ كانت في الواقع مقابر للتجار فايكنغ دفنوا ضمن التقليد السامي.  كشفت الملقيات التي عثر عليها من ملابس صوفية وكتانية ودبابيس الشعر وخواتم في الموقع عن مستوى الاتصال بين الاسكندنافيين والساميين الذين حافظوا على تقاليدهم غير المسيحية. 

## منشورات باللغة الإنجليزية
- Odelberg، Maj؛ Thålin-Bergman، Lena؛ Zachrisson، Inger (1980). Viking ways: on the Viking age in Sweden. The Swedish Institute. مؤرشف من الأصل في 2020-01-26.
- Zachrisson، Inger (1976). Lapps and Scandinavians: archaeological finds from northern Sweden. Kungl. Vitterhets- historie- o. antikvitetsakad. : Almqvist & Wiksell international, distr. ISBN:978-91-7402-005-2. مؤرشف من الأصل في 2020-01-26.
- Zachrisson، Inger (1985). Saami Or Nordic?: A Model For Ethnic Determination of the Northern Swedish Archaeological Material from the Viking Period and the Early Middle Ages. مؤرشف من الأصل في 2020-01-26.